# Skyrunner France Series
Le Skyrunner France Series ou Salomon Skyrunner France Series, est le principal circuit de compétitions de trail (course à pied) en France, sponsorisé par l'équipement Salomon, et rattaché au circuit mondial de skyrunning organisé par la Fédération internationale de Skyrunning. Il prend ce nom en 2014 pour succéder à la National Trail Running Cup organisée depuis 2003. Au fil des années, ce circuit s'est professionnalisé et il possède en 2014 le plus de légitimité sportive. Son épreuve finale est le Marathon du Mont-Blanc, une compétition de renommée mondiale.